# Saint-Aubin-Sauges
Saint-Aubin-Sauges är en ort i kommunen La Grande Béroche i kantonen Neuchâtel i Schweiz. Den ligger vid Neuchâtelsjön, cirka 16 kilometer sydväst om Neuchâtel. Orten har 2 621 invånare (2023). Saint-Aubin-Sauges är kommunens huvudort och består av ortsdelarna Saint-Aubin och Sauges.
Orten var före den 1 januari 2018 en egen kommun, men slogs då samman med kommunerna Bevaix, Fresens, Gorgier, Montalchez och Vaumarcus till den nya kommunen La Grande Béroche.